# Johann Anton Friedrich Baudri
Johann Anton Friedrich Baudri (Elberfeld, 20 febbraio 1804 – Colonia, 29 giugno 1893) è stato un teologo e vescovo cattolico tedesco, vicario generale dell'arcivescovo di Colonia e poi vescovo ausiliare.

## Biografia
Dopo aver frequentato la scuola elementare e il liceo di Elberfeld, dove si era diplomato nel 1821, studiò teologia all'Università di Bonn e successivamente frequentò il seminario di Colonia. Il 26 aprile 1827 fu ordinato sacerdote a Colonia. Fu cappellano a Mülheim an der Ruhr, amministratore parrocchiale nel 1829 e poi parroco a Lennep . Dal 1834 fu parroco a Barmen; nel 1839 fu ispettore di scuola e decano delle scuole cattoliche del decanato. L'arcivescovo Johannes von Geissel nel 1843 lo nominò nel capitolo della cattedrale di Colonia, per la sua eccellente reputazione. Fu segretario dell'arcivescovo e "canonicus a latere" e, dal 1º settembre 1846, vicario generale. Nel 1849, Geissel ottenne che Baudri venisse nominato suo vescovo ausiliare.
Il 28 settembre 1849 fu papa Pio IX a nominarlo vescovo titolare di Aretusa e vescovo ausiliare di Colonia. La consacrazione episcopale avvenne il 25 febbraio 1850 a Colonia per l'imposizione delle mani dell'arcivescovo Geissel stesso.
L'arcivescovo lo avrebbe voluto anche come prevosto a capo del capitolo della cattedrale, ma trovò l'opposizione del re di Prussia e della monarchia. Invece, nel 1853 divenne decano della cattedrale, ritenuta la seconda dignità del capitolo, la cui nomina era sottoposta all'arcivescovo. Geissel nel 1848 gli permise di partecipare come consulente alla Conferenza episcopale di Würzburg. Nel 1849 ottenne il dottorato onorario in teologia dall'Università di Bonn, fu anche, nel 1862, Presidente dell'Associazione del Santo Sepolcro. Nello stesso anno fu inviato come rappresentante dell'arcivescovo per una visita a Roma, e nel 1857 divenne assistente al Soglio Pontificio. L'arcivescovo Geissel lo avrebbe raccomandato come suo successore a Colonia (voci che circolavano nel già 1856 e nel 1863). In realtà era in corsa per la nomina episcopale nel 1856 a Paderborn, nel 1864 a Colonia e Treviri, così come 1868 a Friburgo, ma ogni volta la nomina veniva respinta dai governi provinciali, perché risultava essere un fervido ultramontanista e oppositore del governo. A Colonia, una rispettabile minoranza cercò di ostacolare la sua elezione, riuscendoci; tuttavia fu eletto come vicario capitolare, il 13 settembre 1864 con sette voti su dodici. Con lo scoppio del Kulturkampf, il 28 giugno 1876 terminò il vicariato generale, che Baudri deteneva ancora fino ad allora. Negli anni seguenti continuò a esercitare come vescovo ausiliare, ma non più come vicario generale. L'età e la malattia lo costrinsero a lasciare l'ufficio nel 1889, al quale gli succedette Anton Fischer, futuro arcivescovo e cardinale.
L'8 settembre 1865 fu nominato cavaliere dell'Ordine del Santo Sepolcro dal patriarca di Gerusalemme Giuseppe Valerga.

## Operato e controversie
Baudri era il sostenitore del governo autoritario dell'arcivescovo Johannes von Geissel; La sua polemica anonima contro il parroco di Düsseldorf, Anton Joseph Binterim, fu ingiusta e diffamatoria. Nel corso dell'elezione dopo la morte dell'arcivescovo Geissel, Baudri si lasciò trasportare dai controversi metodi utilizzati della minoranza. Baudri promosse proprie iniziative nella promozione dell'arte ecclesiastica, tuttavia, assolutizzò l'arte medievale e enfatizzò il neogotico. Anche l'associazione per l'arte cristiana nell'arcidiocesi di Colonia è frutto del suo operato, così come il museo d'arte cristiana fondato nel 1859 a Colonia. A partire dagli anni 1840, fece una campagna per la creazione di un quotidiano cattolico e fu anche impegnato con l'organizzazione di nome Borromäusverein.

## Pubblicazioni
- (DE) Johann A. F. Baudri, Der Erzbischof von Köln Johannes Cardinal von Geissel und seine Zeit, Egelsbach, Hänsel-Hohenhausen, 1993  [1881], ISBN 978-3-89349-359-3.

## Genealogia episcopale
La genealogia episcopale è:
- Cardinale Scipione Rebiba
- Cardinale Giulio Antonio Santori
- Cardinale Girolamo Bernerio, O.P.
- Arcivescovo Galeazzo Sanvitale
- Cardinale Ludovico Ludovisi
- Cardinale Luigi Caetani
- Cardinale Ulderico Carpegna
- Cardinale Paluzzo Paluzzi Altieri degli Albertoni
- Papa Benedetto XIII
- Papa Benedetto XIV
- Papa Clemente XIII
- Cardinale Giovanni Carlo Boschi
- Cardinale Bartolomeo Pacca
- Cardinale Francesco Serra-Cassano
- Arcivescovo Joseph Maria Johann Nepomuk von Fraunberg
- Cardinale Johannes von Geissel
- Vescovo Johann Anton Friedrich Baudri